# Pecats capitals (documental)
Pecats capitals és una sèrie documental de Televisió de Catalunya, sobre els primers anys del franquisme realitzada per l'equip d'Històries de Catalunya. Fou una producció que van seguir una mitjana de 631.000 espectadors i que va tenir una quota de pantalla del 23,7%. Fou estrenada l'11 de març de 2006.
Aquest projecte del departament de Documentals i Nous Formats fou una gran aposta de la televisió pública en la línia de la recuperació de la memòria històrica, a través del testimoni de personatges anònims. La sèrie constà de set capítols de 40 minuts de durada: Luxúria, Supèrbia, Peresa, Gola, Avarícia, Ira i Enveja. En aquestes històries, es parla des del desaparegut barri del Somorrostro, on una colla de joves de bona família van decidir ajudar la gent que hi vivia en condicions de misèria extrema, fins dels immigrants que venien a Catalunya a la recerca d'una vida millor i eren confinats en una mena de camp de concentració situat al pavelló de les "Misiones" de Montjuïc.